# Jaz, Frankenstein
Jaz, Frankenstein (izviren angleški naslov: I, Frankenstein) je avstralska fantazijska akcijska grozljivka - triler iz leta 2014, delo režiserja in scenarista Stuarta Beattia. Film temelji na stripu Kevina Greviouxa. Producenti filma so Tom Rosenberg, Gary Lucchesi, Richard Wright, Andrew Mason in Sidney Kimmel. V njem pa igrajo Aaron Eckhart, Bill Nighy, Yvonne Strahovski, Miranda Otto in Jai Courtney.

## Vsebina
Leta 1795, dr Victor Frankenstein (Aden Young) ustvari pošast (Aaron Eckhart), bitje brez duše, sešito skupaj iz različnih trupel, katero odvrže stran ko se zave kaj je ustvaril. Polno besa, bitje ubije Victorjevo ženo Elizabeth (Virginie Le Brun) in Victor mu začne slediti na sever, kjer podleže mrazu in umre. Bitje pokoplje svojega stvarnika v družinski grobnici, kjer ga napadejo demoni vendar ga rešita gargojla Ophir (Mahesh Jadu) in Keziah (Caitlin Stasey), ki ga pripeljeta do kraljice gargojlov Leonore (Miranda Otto) in njenega glavnega vojščaka Gideon (Jai Courtney). Leonore pojasni, da jih je ustvaril nadangel Mihael, da bi varovali človeštvo pred demoni. Bitje poimenujejo ''Adam'' in ga povabijo k skupnem boju proti demonom, vendar jih on zavrne. Oborožij ga z blagoslovljenim orožjem, da se bo lahko branil pred demoni, ki ga bodo zagotovo iskali. Orožje povzroči ''padec'' demonov (uniči njihovo telo in pošlje dušo v pekel), saj je na orožju vrezan simbol reda gargoljev.
Skozi stoletja Adam uničuje demone, ki mu sledijo. Ko v današnjem času med Adamovim spopadom z demonom umre policist, ga ponovno zajamejo gargolji. Demon Helek (Steve Mouzakis) poroča demonskemu princu Naberiusu (Bill Nighy), da je Adam še vedno živ. Naberius, ki je preoblečen v miljarderja Charlesa Wessexa, naroči svoji desni roki Dekarju (Kevin Grevioux), da naj najame znanstvenika Terro Wade (Yvonne Strahovski) in Carla Averya (Nicholas Bell), ki skušata oživljatii trupla. Prav tako pošlje v napad na gargoljevo katedralo veliko število demonov, katere vodi njegov najboljši bojevnik Zuriel (Socratis Otto), da bi ujeli Adama in tako pridobili ključne podatke o oživljanju trupel.
Preden uspe Leonore kaznovati Adama za policistov smrt, je katedrala napadena in Adam uspe Ophirja prepričati da ga izpusti. V spopadu je veliko gargoljev zvišanih (njihove duše se dvignejo v nebesa), medtem ko je Leonore ugrabljena in odpeljana v zapuščeno gledališče. Demoni zahtevajo od Giedona, da pripelje Adama v zameno za Leonore, vendar ker Adam pobegne, odnese k demonom dnevnik Victorja Frankensteina, katerega so našli. Izmenjava je uspešna in Leonore se vrne h gargoljem. Adam nat sledi Zurielu do inštituta Wessexa, kjer odkrije da želijo demoni oživljati trupla, da bi lahko njihove padle duše nenehno prevzemale mrtva trupla. Adam uspe ukrasti dnevnik in prepričati Terro kaj se dogaja. Takrat ju napade Zuriel in Adam ga nazadnje le uniči.
Adam obvesti gargolje o načrtu demonov in jim obljubi dnevnik, če bodo poskrbeli za Terrino varnost. Leonore se strinja ampak pošlje Gledona, da naj ubije Adama in vzame dnevnik. Po hudem spopadu, Adamu uspe zvišati Gledona in zažgati Frankensteinov dnevnik, preden pridejo ponj gargolji. Adam zvabi gargolje in jih vodi do inštituta Wessex, kjer se mu pridružijo v boju proti demonom in med drugimi ubijejo Dekarja. Med spopadu se Adamu uspe vtihotapiti v laboratorij, kjer ima Naberius ujeto Terro in jo prisili, da njihov projekt spravi do konca, potem ko je ubil Averya. Naberius se spremeni v svojo pravo demonsko podobo in zažene napravo za oživljanje trupel. Naberius, ki je močnejši od Adama, ga skuša uporabiti za telo enega od svojih demonov, vendar mu to ne uspe saj si je Adam prislužil svojo dušo. Adamu uspe na Naberiusa vrezati simbol gargoljev in ga premaga. Tako on in vsi ostali demoni padejo, zruši pa se tudi celotna stavba. 
Leonore prepozna Adamov pogum, zato reši njega ter Terro in mu odpusti za Gledonovo smrt. Adam se poslovi od Terre in se odloči, da bo v svoji nesmrtnosti varoval ljudi pred demoni, saj je zaradi tega tudi dobil dušo. Prav tako sprejme ime Frankenstein. 

## Igralci
- Aaron Eckhart kot Adam Frankenstein, bitje, ki ga je ustvaril dr. Frankenstein
- Bill Nighy kot princ Naberius, demonski princ, ki se predstavlja kot Charles Wessex, vodja znanstvenega inštituta Wessex
- Yvonne Strahovski kot Dr. Terra Wade, svetovno znana znanstvenica, ki jo najame Naberius, da bi raziskala možnost obujanja mrtvih
- Miranda Otto kot kraljica Leonore, kraljica gargojlev
- Jai Courtney kot Gideon, vodja gargojlske vojske
- Socratis Otto kot Zuriel, Naberiusov najboljši bojevnik
- Kevin Grevioux kot Dekar, demon na visokem položaju, ki na inštitutu Wessex deluje kot vodja varnostnikov
- Goran D. Kleut kot Rekem, demon, ki služi Naberiusu in skuša ujeti Adama
- Steve Mouzakis kot Helek, demon, ki služi Naberiusu
- Mahesh Jadu kot Ophir, gargojl
- Caitlin Stasey kot Keziah, gargojl
- Chris Pang kot Levi, gargojl
- Deniz Akdeniz kot Barachel, gargojl
- Nicholas Bell kot dr. Carl Avery, znanstvenik, ki dela skupaj z dr. Wade
- Bruce Spence kot Molokai, demonski zdravnik, ki si ogleduje trupla
- Aden Young kot dr. Victor Frankenstein, znanstvenik in Adamov stvarnik